# La Redonda (Anievas)
La braña de La Redonda es una pradera de monte situada entre los valles de Anievas e Iguña, entre las localidades de Barriopalacio y Silió, que consta de unas 90 hectáreas.
Durante los meses de verano, el ganado sube a pastar a estas praderas de montaña.
La Redonda se sitúa cerca de los Yacimientos de La Espina del Gallego, Cildá, El Cantón y Campo de Las Cercas.
En esta braña hay un famoso refugio construido con bloques de hormigón.
En la zona está el Pinar de las Gateras, gran pinar de 262 hectáreas que alberga jabalís, corzos, zorros, ardillas, etc. También hay un importante acebedo.
Hay también un depósito de agua para abastecimiento de hidrohelicópteros en caso de incendio en los alrededores. En los montes de Cantabria hay catorce depósitos ubicados de forma estratégica en los que hay agua durante todo el año de 50 metros cúbicos.
- Datos: Q5965046